# Н’Дип, Виктор
Виктор Н’Дип (фр. Victor N'Dip; 18 августа 1967, Яунде, Камерун) — камерунский футболист, защитник.

## Карьера
Виктор родился в Яунде, Камерун, но начал свою карьеру в «Унионе из города Дуала». В 1986 году был впервые вызван в главную сборную страны, а в следующем году перешёл в «Канон Яунде». Проведя там шесть сезонов, перешёл в другой камерунский клуб, «Олимпик» (Мволе). Однако уже в следующем 1995 году отправился в США, в команду «Майами Цунами». Вернувшись на родину в «Олимпик», завершил карьеру.